# Lniano
Lniano – (niem. Lianno, 1942-1945 Linne) wieś borowiacka w Polsce położona w województwie kujawsko-pomorskim, w powiecie świeckim, w gminie Lniano.
Miejscowość jest siedzibą gminy Lniano.
W latach 1954–1972 wieś należała i była siedzibą władz gromady Lniano. W latach 1975–1998 miejscowość administracyjnie należała do województwa bydgoskiego. 
We wsi jest przystanek kolejowy Lniano.

## Pomniki przyrody
Przy ul. Wyzwolenia 18 rośnie lipa drobnolistna uznana za pomnik przyrody w 2005 roku.

## Organizacje pozarządowe
W Lnianie działają następujące organizacje pozarządowe ujęte w KRS:
- Towarzystwo Rozwoju Gminy Lniano
- Ochotnicza Straż Pożarna w Lnianie
- Związek Harcerstwa Polskiego, 21. Leśna Drużyna Starszoharcerska „Czarna Woda”
- Stowarzyszenie "Lniane Serce"